# Смирново (Запорожская область)
Смирно́во (укр. Смирнове) — село, Смирновский сельский совет, Пологовский район, Запорожская область, Украина.
Является административным центром Смирновского сельского совета, в который, кроме того, входят сёла Вершина Вторая и Алексеевка.

## Географическое положение
Село Смирново находится на правом берегу реки Берда, выше по течению примыкает село Вершина Вторая, ниже по течению примыкает село Титово, на противоположном берегу — село Алексеевка. Через село проходит автомобильная дорога Т-0815.
Расстояние до административных центров: 33 километров на северо-запад до города Пологи — центра Пологовского района, 113 километров на северо-запад до города Запорожье — центра Запорожской области.

## Население
| 1830 | 1864 | 1886 | 1914  | 1970 | 2001 |
| ---- | ---- | ---- | ----- | ---- | ---- |
| 1175 | 4274 | 5088 | 11200 | 1700 | 1291 |

## История

### 1805—1916 года
Село Поповка основано в 1805 году переселенцами из села Поповка Черниговской губернии, Российской империи. В 1813 году сюда переселились несколько семей из Миргородского полка Полтавской губернии и некоторые жители села Митченки Черниговской губернии.
Старые названия села Смирново — Поповка, Антоновка.
Основное занятие жителей — овцеводство.
В 1815 году частью жителей в 10-12 километрах на юго-запад были основаны хутора Салтычия и Обиточное.
В середине XIX века в центре села поселилась колония евреев, оживилась торговля. В селе проводились базары, два раза в год крупные ярмарки, появились ремесленные мастерские и лавки.
В 1859 году Поповка разделилась на две части (сельских общества) — Троицкая и Вершина Вторая. В 1890-х от Троицкой отделилась Водяная. В каждой из трёх частей имелась своя церковь — Николаевская, Троицкая, Успенская.
К 1861 году село раскинулась вдоль реки Берды на 18 километров. В 1861 и 1870 годах из-за недостаточного количества земли больше трети жителей переселились на освободившиеся ногайские земли и в Ново-Васильевку.
В 1864 году село было в составе Бердянского уезда Таврической губернии, имелась одна православная церковь, проводились еженедельные базары.
В 1886 году село было в составе Поповской волости Бердянского уезда Таврической губернии. Имелись волостное правление, православная церковь, еврейская синагога, почтовая станция, пять лавок, водочный склад, две ярмарки и базары.
В 1856, 1875, 1876, 1901, 1908 годах открылось пять одноклассных начальных училищ. В 1901 году — церковноприходская школа, в 1905 году — школа грамоты для девочек.

### 1917—1940 года
Весной 1917 года Поповский волостной совет крестьянских депутатов создал земельный комитет. После Октябрьской революции был переизбран волостной совет, распустивший волостную управу и создавший новый земельный комитет.
В начале апреля 1918 года крестьяне Поповки вместе с частями РККА создавали оборонительную линию на реке Берде против частей Германской императорской армии, намеревавшихся оккупировать Донбасс. В конце апреля противник захватил село, отбирая у крестьян хлеб, сало, скот, птицу и прочее имущество. В ноябре оккупанты покинули село.
В начале января 1919 года Поповку заняли части ВСЮР генерал-майора Тилло. 15 марта село взяли части 3-й бригады 1-й Заднепровской дивизии. В июне снова деникинцы, а вскоре после этого — махновцы. Через некоторое время разбитые войска Деникина, отступая на юг, снова заняли село.
7 января 1920 года части 1-го кавалерийского корпуса Червонного казачества заняли село. Через два дня возобновилась деятельность волостного ревкома. С июня на подступах к Поповке длительное время шли бои 42-й стрелковой дивизии 13-й армии РККА с наступающими войсками Армии Врангеля, которым удалось захватить село только в сентябре. Но бои продолжались, и 12-14 октября село было занято частями 5-й Кубанской кавалерийской дивизии. 25 октября части 2-й Донской стрелковой дивизии окончательно заняли Поповку. Была восстановлен волостной ревком. В окрестностях ещё действовали отряды повстанцев, с которыми в декабре 1920 — январе 1921 годов вели борьбу части 2-й Донской стрелковой и 7-й Самарской кавалерийской дивизий РККА.
В конце января 1921 года в Поповке были избраны сельский и волостной советы. В августе в каждой из трёх частей села, были избраны сельсоветы, с этого момента они стали самостоятельными селами — Поповка, Вершина Вторая и Водяное.
Осенью 1921 года, в связи с экстремальной засухой и неурожаем, начался голод, который весной 1922 года охватил 85 % жителей села. Была создана комиссия по организации помощи голодающим. Открыто несколько столовых и пунктов помощи, налажена выдача кредитов и семенных ссуд. К осени 1922 года голод был преодолен.
Осенью 1921 года в селе были организованы три небольших колхоза — «Хлебороб», «Ново-Украинка» и «Незаможный». В 1924 году «Хлебороб» стал сельскохозяйственной коммуной, а колхозы «Ново-Украинка» и «Незаможный» выросли и начали именоваться «Плугатарь» и «Трудовик». Просуществовали они до начала коллективизации и стали основой для крупных сельскохозяйственных артелей.
В 1921 году в Поповке открылась амбулатория, были отремонтированы и работали две начальные трудовые школы, сельбуд, изба-читальня, несколько ликбезов.
К 1925 году торговали 5 частных магазинов, 18 мельниц, зернодробилка, 2 маслобойни, портняжная и сапожная мастерские.
Летом 1927 года крестьяне начали объединяться в ТСОЗы, которых к концу года было создано пять. Весной 1928 года — ещё три. В июне ТСОЗ «Пробуждение» стал сельхозартелью, а в 1929—1930 годах на базе других ТСОЗов организовали колхозы «Путь Ильича», «12-летие Красной Армии», «Победитель», «Первое Мая» и другие, всего — восемь. В 1931 году они объединились в четыре, а затем в три сельскохозяйственные артели — «Путь Ильича», «Победитель», «Серп и молот». Фермы этих колхозов были участниками Всесоюзной сельскохозяйственной выставки 1939—1940 годов в Москве, где награждены серебряными медалями, дипломами 2-й степени и премиями.
В январе 1934 года создана Машинно-тракторная станция. В начале 1935 года имела 45 тракторов, 6 комбайнов, 39 плугов, 2 локомобиля, 17 молотилок, 8 автомобилей и другую технику. Она обслуживала 18 колхозов. За предвоенные годы тракторный парк увеличился в 1,5 раза. При МТС работала машинно-техническая мастерская, ремонтировавшая сельскохозяйственную технику и производила запасные части к ним.
В начале 30-х годов в Поповке открылась больница на 25 мест, работали аптека, детская консультация, ясли. К 1936 году в селе было покончено с неграмотностью взрослого населения, а все дети учились в начальной и семилетней школах. Последняя открыта в 1928 году, а 10 лет спустя реорганизована в среднюю школу. Изменился общий вид села — исчезли землянки, появились новые дома с шиферными и черепичными крышами. Были озеленены улицы, разбиты яблоневые и вишнёвые сады.

### 1941 год
С началом Великой Отечественной войны 200 односельчан ушли на фронт, а когда он приблизился, колхозники эвакуировали из села технику, скот, общественное имущество и часть населения.
Гибель 18-й армии Южного фронта

Окружение 9-й и 18 армий РККА в октябре 1941 года

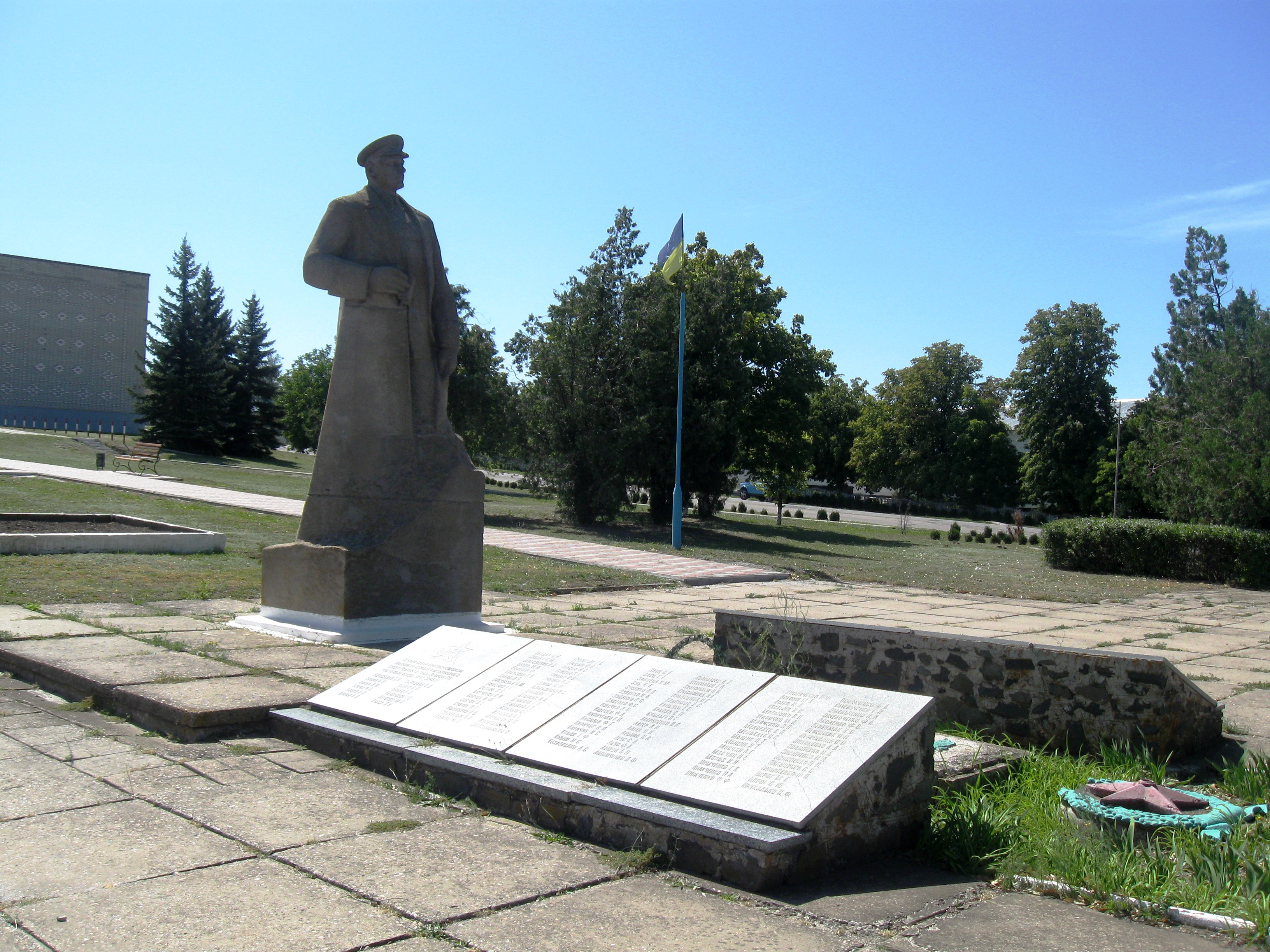
Мемориальный комплекс в честь погибших генералов 18-й армии и могила А. К. Смирнова в селе Смирново

1 октября 1941 года 30-й армейский корпус вермахта и 3-я румынская армия перешли в наступление и начали преследование 18-й армии Южного фронта. До 4 октября войска 18-й и 9-й армий оборонялись на мелитопольских позициях. В последующие дни 30-й армейский корпус, 3-я румынская армия и 1-я танковая группа вермахта окружили основные силы 18-й армии в районе Большой Токмак — Мариуполь — Бердянск.
Войска 18-й армии закрепились в 3 километрах к югу от Поповки. Оперативная группа штаба армии оказалась в окружении. Утром 8 октября 1941 года командный пункт 18-й армии несколько раз был обстрелян в районе Поповки сильным артиллерийским, миномётным и пулемётным огнем. Генерал-лейтенант А. К. Смирнов, находясь рядом со своими бойцами и обеспечивая прорыв из окружения, погиб. Погибли также начальник артиллерии 18-й армии генерал-майор А. С. Титов, бригадный комиссар военно-воздушных сил 18-й армии Н. П. Новохатный, начальник штаба 51-й Перекопской дивизии полковник Смердов. После боя жители Поповки похоронили в братских могилах тела 193 советских воинов. Враг захватил 65 тыс. пленных, 125 танков и более 500 орудий.

### 1942—1945 года
17 сентября 1943 года после продолжительного ожесточенного боя части 86-й гвардейской стрелковой дивизии полковника В. П. Соколовского 1-го гвардейского стрелкового корпуса 2-й гвардейской армии Южного фронта освободили село от оккупации нацистской Германией. Погибло 480 бойцов и офицеров, похороненных в братской могиле в центре села, где установлен памятник. Многие односельчане отличились в боях, 153 из них награждены орденами и медалями, 86 человек погибли. Оккупанты угнали на работы в Германию 285 человек, вывезли зерно и скот, а отступая сожгли 133 дома, больницу, школы, сельсовет, почту, МТС и другие строения.
После победы в Великой Отечественной войне началось восстановление МТС, были получены первые 10 тракторов и комбайнов.

### 1946—1990 года
В 1946 году село Поповка было переименовано в честь генерал-лейтенанта Смирнова в Смирново. Его именем назвали и среднюю школу.
В 1946—1950 годах село полностью отстроено. Восстановлены артели, объединенные в 1950 году в одну, которая имела 7384 гектар земли. В 1957 году артель переименована в совхоз «40 лет Октября», в который вошли четыре соседних колхоза, в распоряжении нового совхоза было 19864 гектара земли и техника из расформированной МТС. В 1962 году из колхоза выделен новый — «Алексеевский» с центром в Алексеевке.
В 1959—1969 годах здесь построено 142 каменных жилых дома. Вымощена часть центральной улицы, остальные улицы сформированы грейдером и озеленены. Действовало 7 лавок, чайная, столовая, пекарня, почтовое отделение, сберкасса, библиотеки с фондом около 20000 книг, клуб на 240, больница на 25 и роддом на 8 мест, фельдшерско-акушерский пункт, аптека, средняя и восьмилетняя школы, музей боевой славы.

### 1991 год — н. в.
В 2020 году Бельмакский район (до 2016 года — Куйбышевский) ликвидирован, село вошло в состав Пологовского района.

## Объекты социальной сферы
- Школа I—II ступени
- Почтовое отделение
- Дом культуры
- Музей истории
- Футбольное поле
- Спортзал

## Экономика
- Агрофирма ООО «40 лет Октября»
- Сельскохозяйственный производственный кооператив «Сузирья»

## Известные уроженцы
- Дзыза Александр Матвеевич (1919—1993) — советский военачальник, генерал-лейтенант. Старший Группы советских военных специалистов во Вьетнаме, заместитель командующего войсками Московского округа ПВО по боевой подготовке — начальник управления боевой подготовки, Член Военного Совета округа.
- Дзыза Григорий Антонович (1893—1938) — военный деятель, дивинтендант, помощник командующего войсками ОКДВА по материальному обеспечению.
- Дузь Иван Филиппович (1921—1997) — советский военнослужащий, участник Великой Отечественной войны, полный кавалер ордена Славы, воздушный стрелок 74-го гвардейского штурмового авиационного полка[9].
- Нагнибеда Николай Львович (1911—1985) — советский и украинский поэт. Лауреат Сталинской премии третьей степени (1952), Государственной премии УССР (1970). Заслуженный работник культуры БССР (1973).

## Галерея

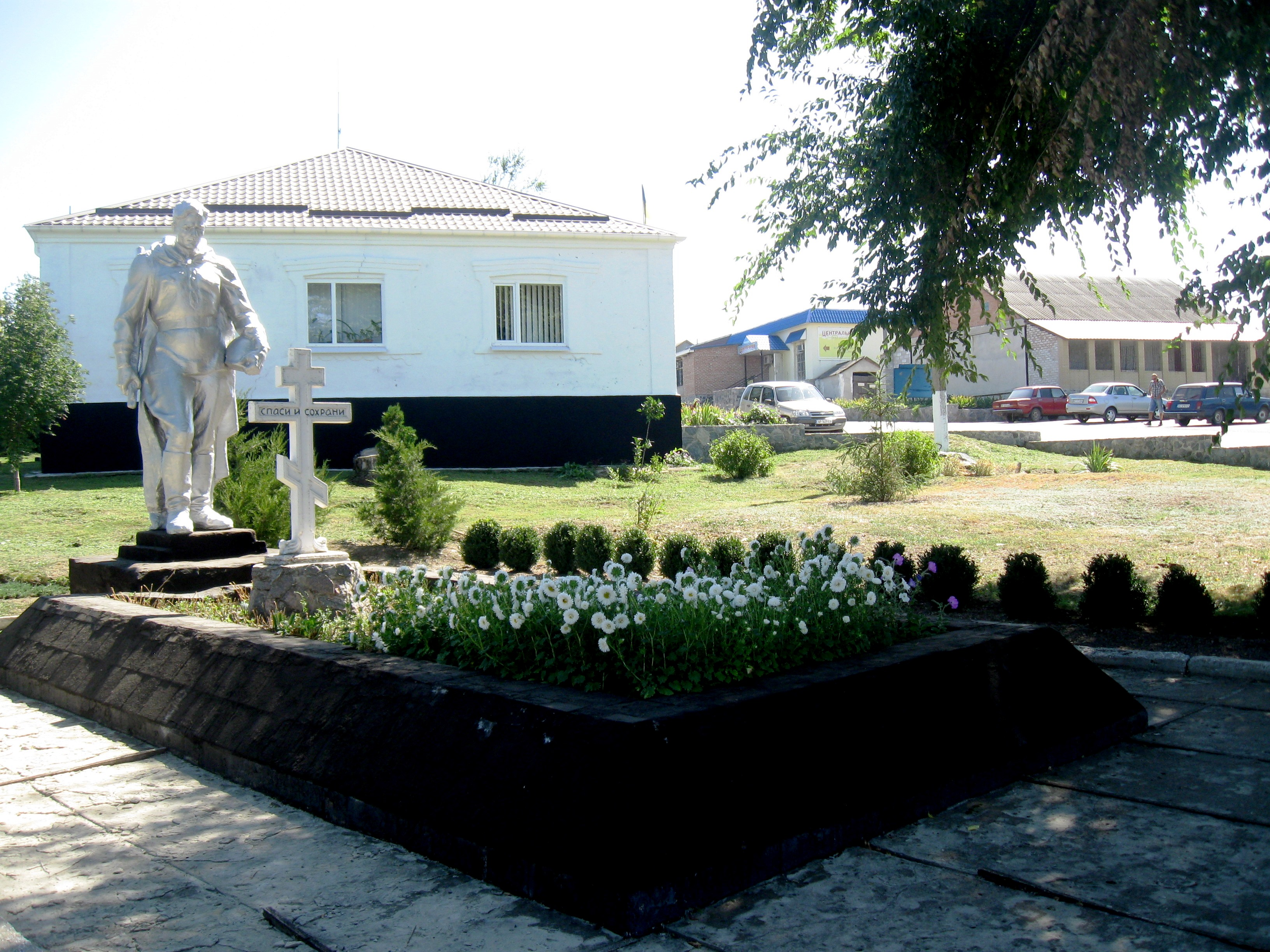
Братская могила советских воинов возле сельского совета
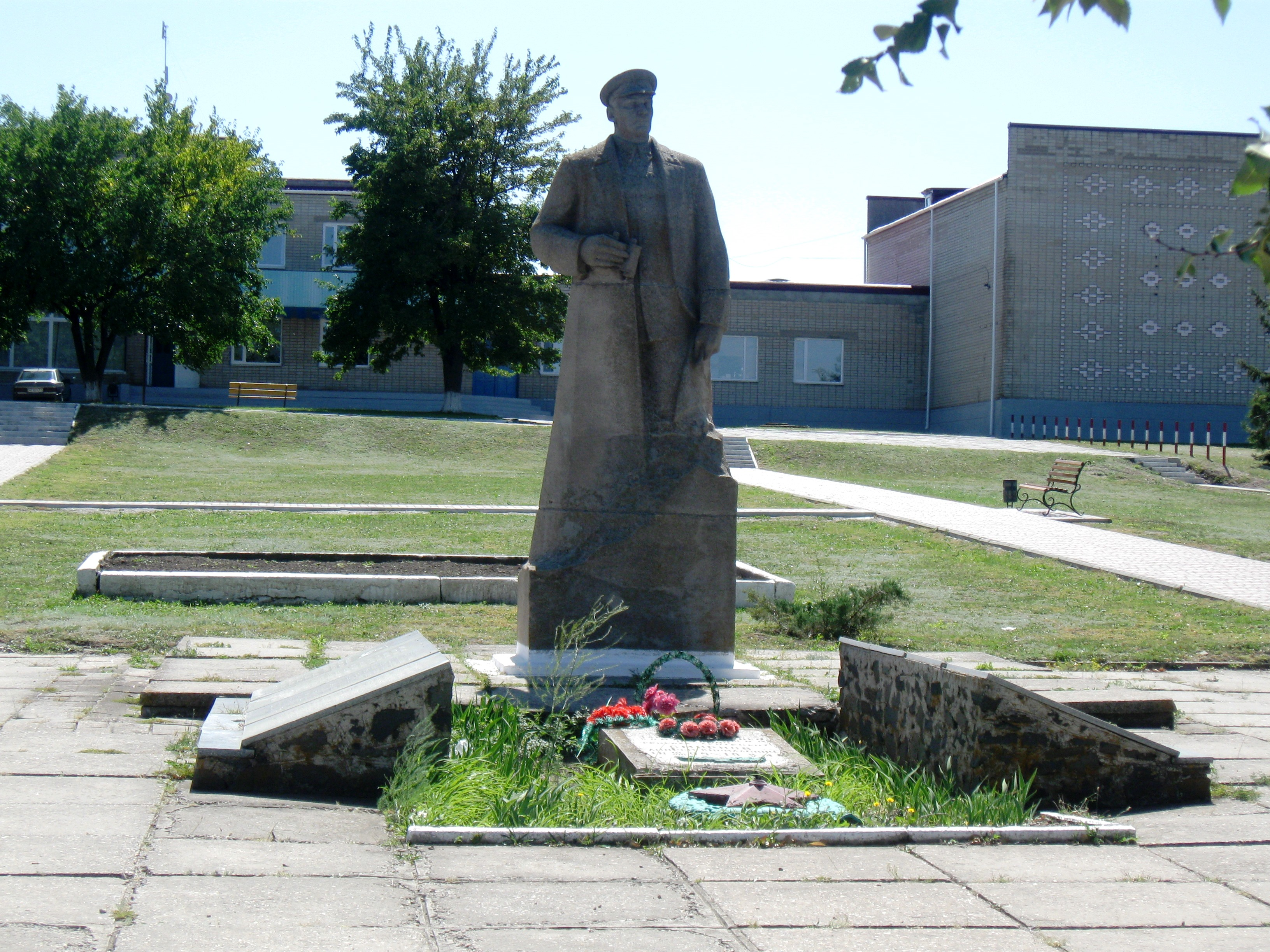
Могила генерал-лейтенанта А. К. Смирнова возле школы
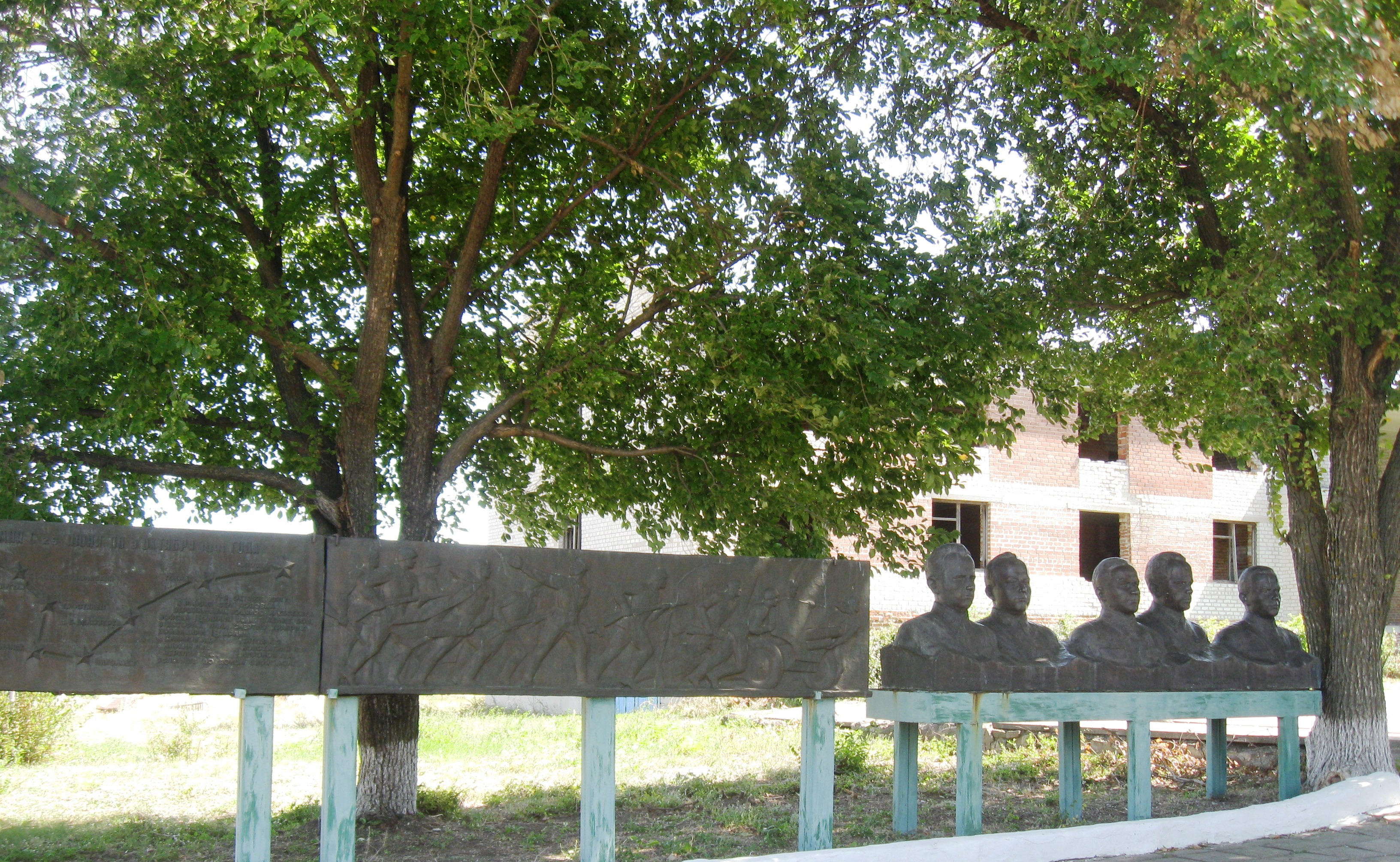
Бюсты генералов 18-й армии на мемориальном комплексе возле школы
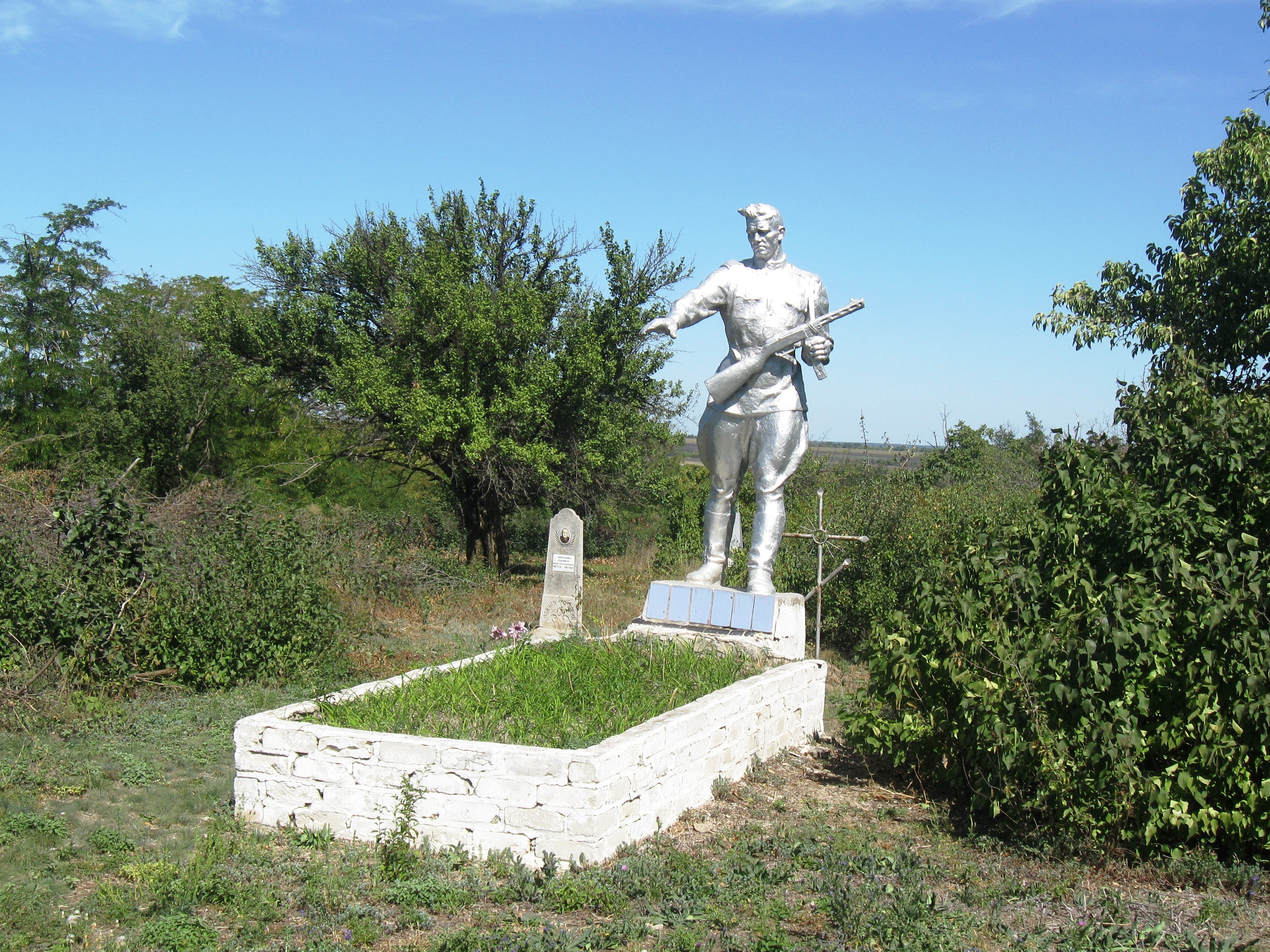
Братская могила советских воинов на кладбище